# Wees de Mijne!
Wees de Mijne! is het twaalfde en tevens laatste album uit de stripreeks Orphanimo!!. Het album verscheen in december 2007.

## Plot
Alice en de wezen zitten nog altijd op het boorplatform van Z-Oil, dat zich vlak voor hun eiland bevindt. Ze ontdekken een complot van Z-Oil om naar Mars af te reizen. Ook Hari Vallalakozo is er, evenals Hanz en zijn vader.
In dit album komt een groot geheim aan het licht: Vallalkozo is niemand minder dan JimJim, Alice’s geliefde die jaren terug op zee verdween. Hij had bij het ongeluk op zee zijn geheugen verloren, en werd in deze toestand gevonden door de Vallalkozo familie. Die voedde hem op tot de harteloze zakenman die hij bij aanvang van de reeks was. Nu dit bekend is, slaan Alice en Vallalkozo/jimjim de handen ineen om Z-Oil voorgoed te stoppen.